# Лесной пожар

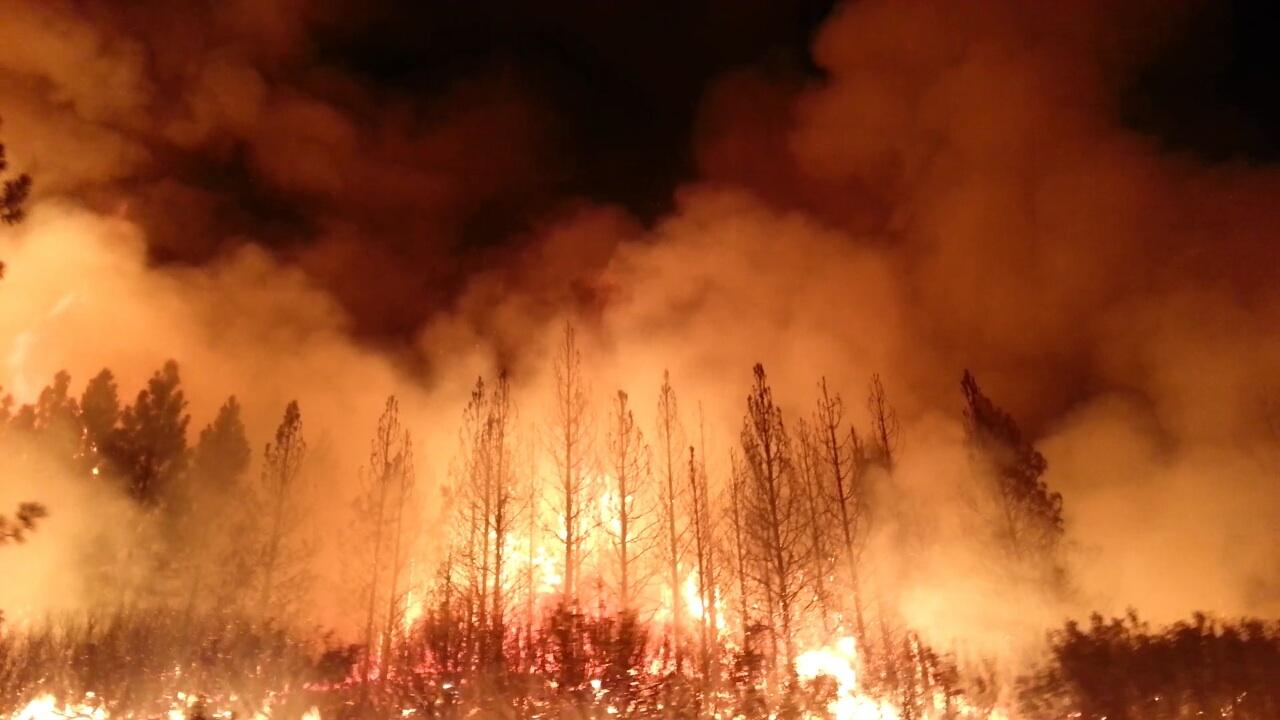
Лесной пожар в Йосемитском национальном парке (2013)

Лесно́й пожа́р — неконтролируемое горение растительности и стихийное распространение огня по площади леса.

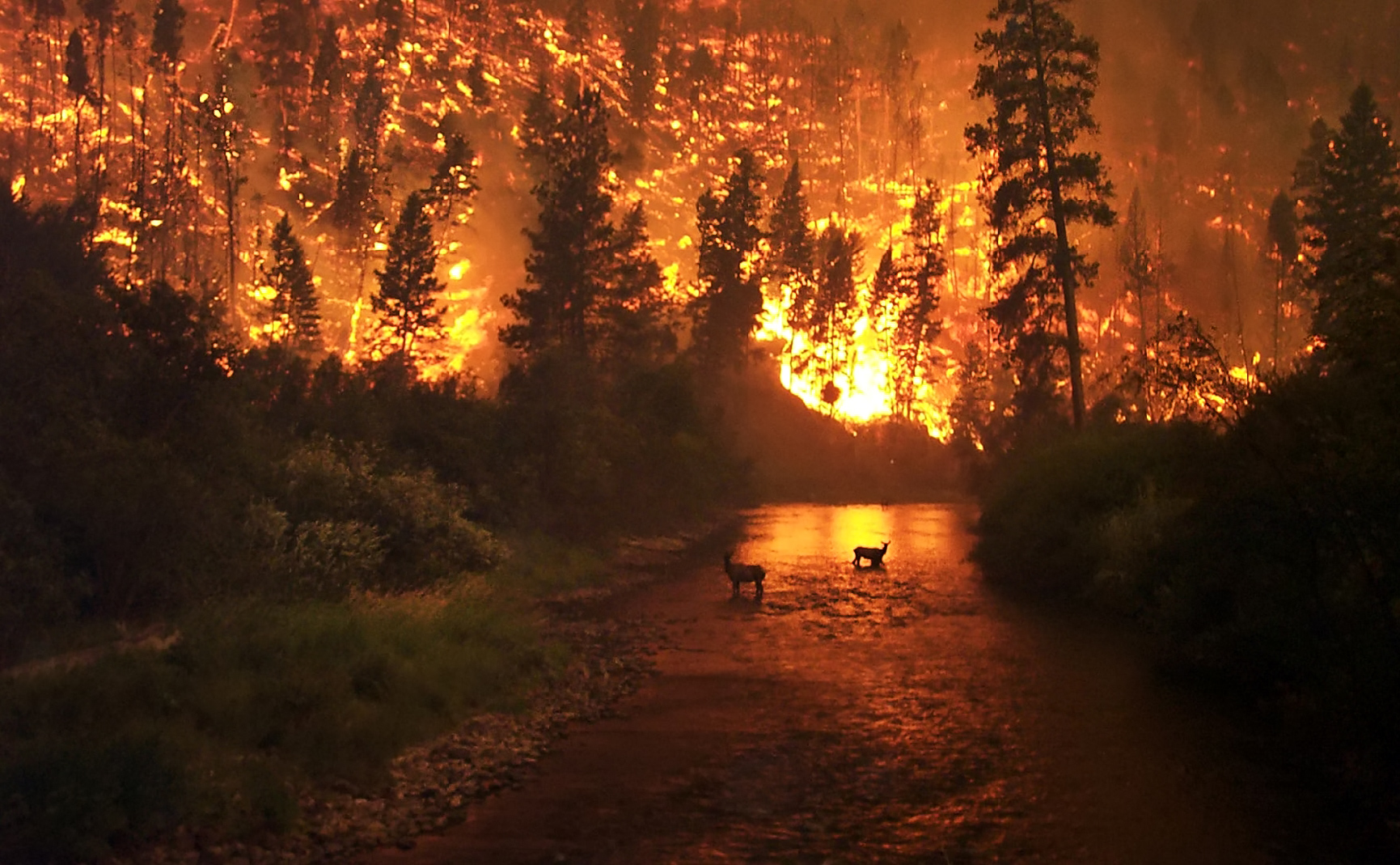
Лесной пожар, бушующий в долине реки Биттеррут в штате Монтана

Причины возникновения пожаров в лесу принято делить на естественные и антропогенные. Основная причина возникновения лесных пожаров — деятельность человека, на сегодняшний день доля естественных пожаров (от молний) составляет около 7—8 %. Таким образом, существует острая необходимость работы противопожарных служб, контроля над соблюдением пожарной техники безопасности. Размеры пожаров делают возможным их визуальное наблюдение даже из космоса.
Наиболее распространенными из естественных причин лесных пожаров на Земле являются молнии, гораздо реже лесные пожары возникают вследствие извержений вулканов, падения метеоритов.
В молодых лесах, в которых много зелени, вероятность возгорания от молнии существенно ниже, чем в лесах возрастных, где много сухих и больных деревьев. Таким образом в природе ещё задолго до человека существовало своеобразное равновесие. Экологическая роль лесных пожаров заключалась в естественном обновлении лесов.
Иногда пожары вызывают искусственно, такие пожары принято называть управляемыми. Целью управляемых пожаров является: уничтожение пожароопасных горючих материалов, удаление отходов лесозаготовок, подготовка участков для посадки саженцев, борьба с насекомыми и болезнями леса и т. д. Возможно, в некоторых случаях искусственные пожары используются как повод для санитарных рубок.
На Земле ежегодно повреждаются огнем более 340 млн га природных территорий (включая леса). Наибольшие площади ежегодно сгорающих лесов в Австралии и странах Африки. По общей площади лесов, уничтожаемых пожарами, Россия занимает 8 место среди стран мира. Согласно официальным данным космического мониторинга Федерального агентства лесного хозяйства (ИСДМ-Рослесхоз) в 2018 году на территории РФ сгорело 15 402 746 га земель различных категорий (в том числе 9 991 968 га леса), в 2019 году сгорело 16 510 417 га земель (в том числе 10 029 569 га леса).

## Классификация и типизация

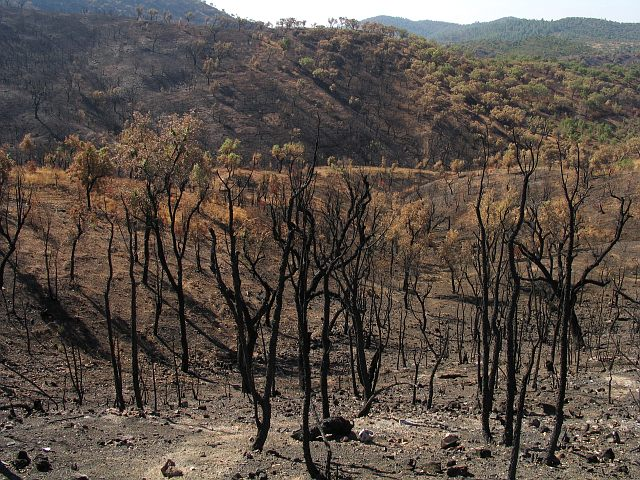
Последствия лесного пожара близ Алгарве

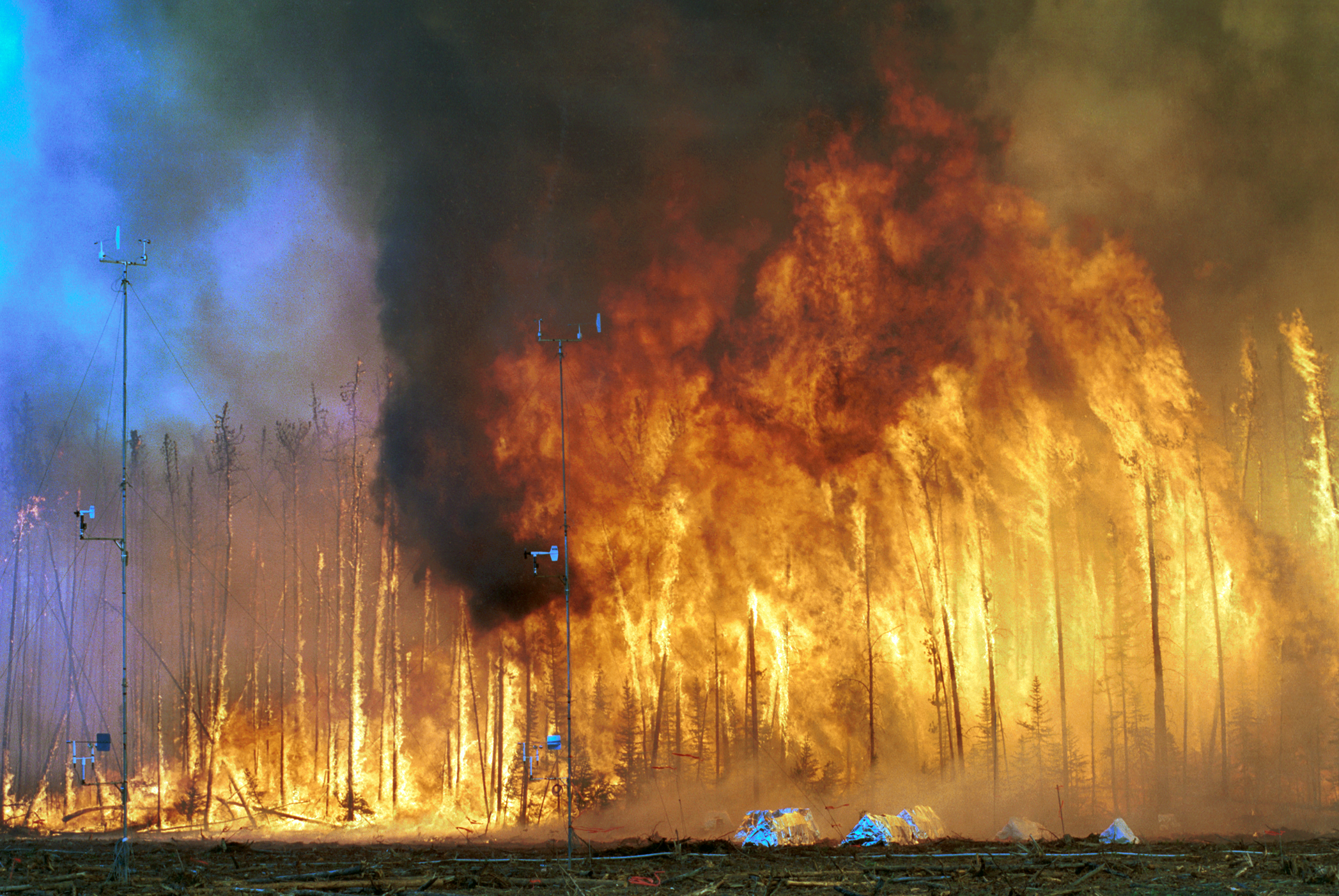
Лесной пожар в Канаде

В лесном хозяйстве применяется следующая классификация пожаров:
- верховые;
- низовые;
- подземные (почвенные) и подстилочные.

Каждый из перечисленных видов пожаров может быть дополнительно оценен как слабый, средний или сильный.
Пожары в лесу могут быть беглыми (скоротечными, при сильном ветре) или устойчивыми.

### Низовые пожары
При низовом пожаре сгорает лесная подстилка, лишайники, мхи, травы, опавшие на землю ветки и т. п. Скорость движения пожара по ветру 0,25—5 км/ч. Высота пламени до 2,5 метров. Температура горения около 700 °C (иногда выше).
Низовые пожары разделяются на:
- подстилочно-гумусовые;
- напочвенные:
  - подлесно-кустарниковые△[12];
  - валежные△[12];
  - пнёвые△[12].

При беглом низовом пожаре сгорает верхняя часть напочвенного покрова, подрост и подлесок. Такой пожар распространяется со скоростью от 7 до 70 км/ч, обходя места с повышенной влажностью, поэтому часть площади остается незатронутой огнём. Беглые пожары в основном происходят весной, когда просыхает лишь самый верхний слой мелких горючих материалов.
Устойчивые низовые пожары распространяются со скоростью до 8 км/ч, при этом полностью выгорает живой и мёртвый напочвенный покров, сильно обгорают корни и кора деревьев, полностью сгорают подрост и подлесок. Устойчивые пожары возникают преимущественно с середины лета.
Параметры низовых пожаров в зависимости от силы:
- слабый: скорость не превышает 1 м/мин, высота до 0,5 м;
- средний: скорость от 1 м/мин до 3 м/мин, высота до 1,5 м;
- сильный: скорость более 3 м/мин, высота больше 1,5 м.

### Верховые пожары

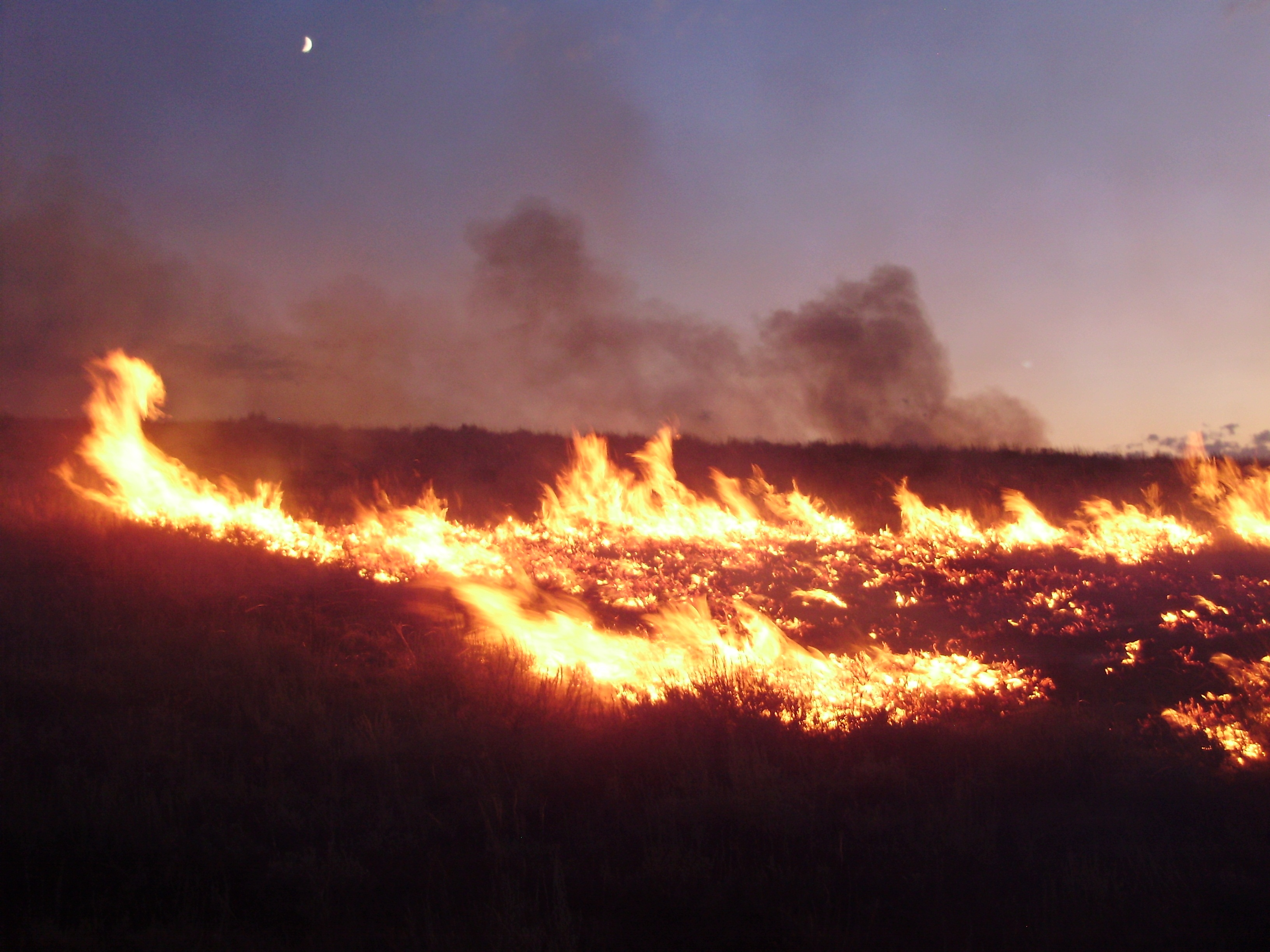
Лесной пожар в Неваде из-за аномальной жары (2011)

Верховой лесной пожар охватывает листья, хвою, ветви и всю крону, может также охватить (в случае повального пожара) травяно-моховой покров почвы и подрост. Скорость распространения от 5—70 км/ч. Температура от 900 °C до 1200 °C. Развиваются они обычно при засушливой ветреной погоде из низового пожара в насаждениях с низко опущенными кронами, в разновозрастных насаждениях, а также при обильном хвойном подросте. Верховой пожар — это обычно завершающая стадия пожара. Область распространения яйцевидно-вытянутая.
Верховые пожары бывают:
- вершинные△[12];
- повальные△[12];
- стволовые.

При верховых пожарах образуется большая масса искр из горящих ветвей и хвои, летящих перед фронтом огня и создающих низовые пожары за несколько десятков, а в случае ураганного пожара иногда за несколько сотен метров от основного очага.
Скорость распространения верховых пожаров:
- слабый — до 3 м/мин;
- средний — до 100 м/мин;
- сильный — более 100 м/мин.

### Почвенные (подземные) пожары
Подземные (торфяные) пожары возникают в результате осушения болот и распространяются со скоростью до 1 км в сутки. Могут быть малозаметны и распространяться на глубину до нескольких метров, вследствие чего представляют дополнительную опасность и крайне плохо поддаются тушению, поскольку торф может гореть без доступа воздуха и даже под водой. Для тушения таких пожаров необходима предварительная разведка.
Сила почвенного пожара определяется по глубине выгорания:
- слабым почвенным (подземным) пожаром считается такой, у которого глубина прогорания не превышает 25 см;
- средним — 25—50 см;
- сильным — более 50 см.

### Оценка по площади
В зависимости от площади лесные пожары подразделяются на:
- загорание — огнём охвачено 0,1—2 га;
- малый — 2—20 га;
- средний — 20—200 га;
- крупный — 200—2000 га;
- катастрофический — более 2000 га.

Средняя продолжительность лесных крупных пожаров 10—15 суток при выгорающей площади — 450—500 гектаров.

## Противопожарная профилактика

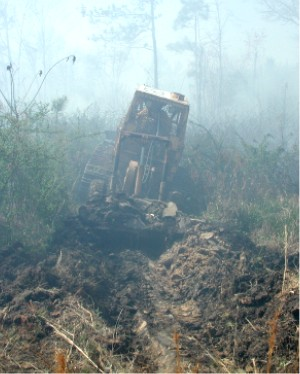
Прокладка минерализованной полосы

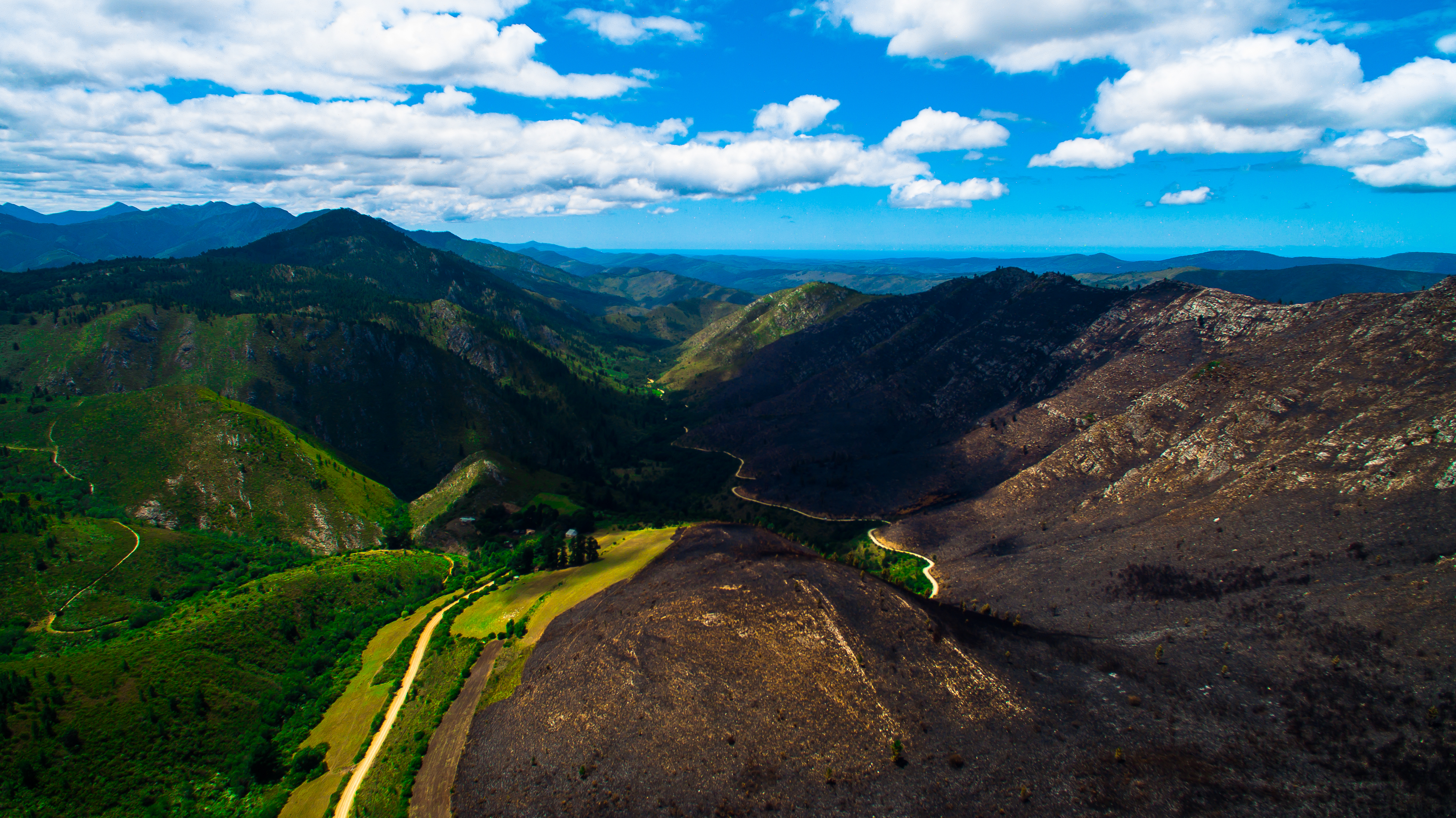
Грунтовая дорога сыграла роль минерализованной полосы, ограничив распространение пожара. ЮАР, 2016

Возможность возникновения лесных пожаров оценивается по степени пожарной опасности. Для этого служит «Шкала оценки лесных участков по степени опасности возникновения в них пожаров».

### Прогнозирование лесных пожаров и их последствий
Существующие методики оценки лесопожарной обстановки позволяют определить площадь и периметр зоны возможных пожаров в регионе (области, районе). Исходными данными являются значение лесопожарного коэффициента и время развития пожара.
Значение лесопожарного коэффициента зависит от природных условий и года.
Время развития пожара это время от момента его возникновения до прибытия на место пожара сил и средств для его ликвидации.

### Пути сокращения лесопотерь

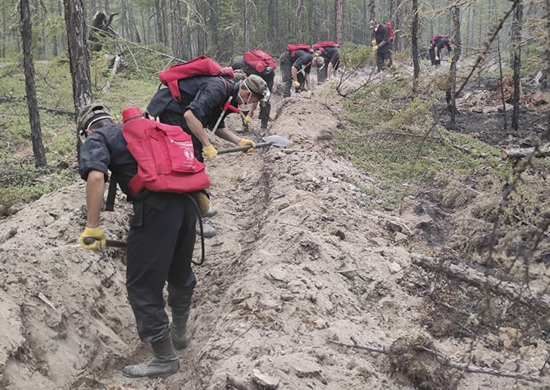
Военнослужащие ВВО вручную прокладывают минерализованную полосу. Якутия, август 2021 года

Снижению потерь леса из-за пожаров помогают противопожарные и профилактические работы, направленные на предупреждение возникновения, распространения и развития лесных пожаров.
Работы по предупреждению распространения лесных пожаров включают ряд лесоводческих мероприятий (санитарные рубки, очистка мест рубок леса и др.), а также мероприятия по созданию системы противопожарных барьеров в лесу и строительству различных противопожарных объектов.
Лес становится негоримым, если очистить его от сухостоя и валежника, устранить подлесок, проложить 2—3 минерализованных полосы с расстоянием между ними 50—60 м, а надпочвенный покров между ними периодически выжигать.

### Мониторинг лесных пожаров в России
Обнаружение лесных пожаров осуществляется пятью основными способами:
- наблюдение со специально оборудованных пожарных наблюдательных вышек, мачт и других сооружений;
- наземное наблюдение пешим порядком и с использованием конного и автотранспорта;
- авиационное наблюдение с помощью специальных приборов;
- анализ информации из космоса;
- приём и учёт сообщений населения[16][14].

В 2008 году нижегородская компания «Дистанционные системы контроля» разработала «Лесной дозор» — систему мониторинга леса для раннего обнаружения лесных пожаров и определения их координат. «Лесной Дозор» функционирует на базе современных технологий: IP-видеонаблюдения, мобильных приложений, географических информационных систем (ГИС), Интернет-приложений и «компьютерного зрения».
Система «лесной дозор» используется/испытана в ряде регионов РФ: Тамбовской, Нижегородской, Московской, Тверской, Амурской, Вологодской, Курской, Кемеровской областях, Республике Коми, Марий Эл и в Приморском крае. 7 июля 2011 года в рамках встречи Президента России с участниками форума «Селигер-2011» проект был представлен Дмитрию Медведеву. Дмитрий Анатольевич подчеркнул актуальность разработанной системы и оказал содействие в развитии проекта.
В 2011 году омское предприятие «Прогресс» разработало автономную систему мониторинга лесных пожаров на солнечных батареях, которая может зафиксировать задымление в радиусе 40 километров и передать сигнал по спутниковой связи. Ранее компания поставила Омской и Томской областям несколько базовых станций, которые располагаются на вышках сотовой связи. По мнению разработчиков, автономная система мониторинга лесных пожаров сократит траты на авиапатрулирование лесов, которые составляют в каждом регионе около 40 миллионов рублей в год.

## Тушение лесного пожара
Самым эффективным способом локализации масштабного лесного пожара является экстренная прокладка минерализованной полосы с помощью бульдозера. Таким образом отсекается горящий лес от остального лесного массива и горение прекращается самостоятельно по мере выгорания древесины и др. горючих веществ.

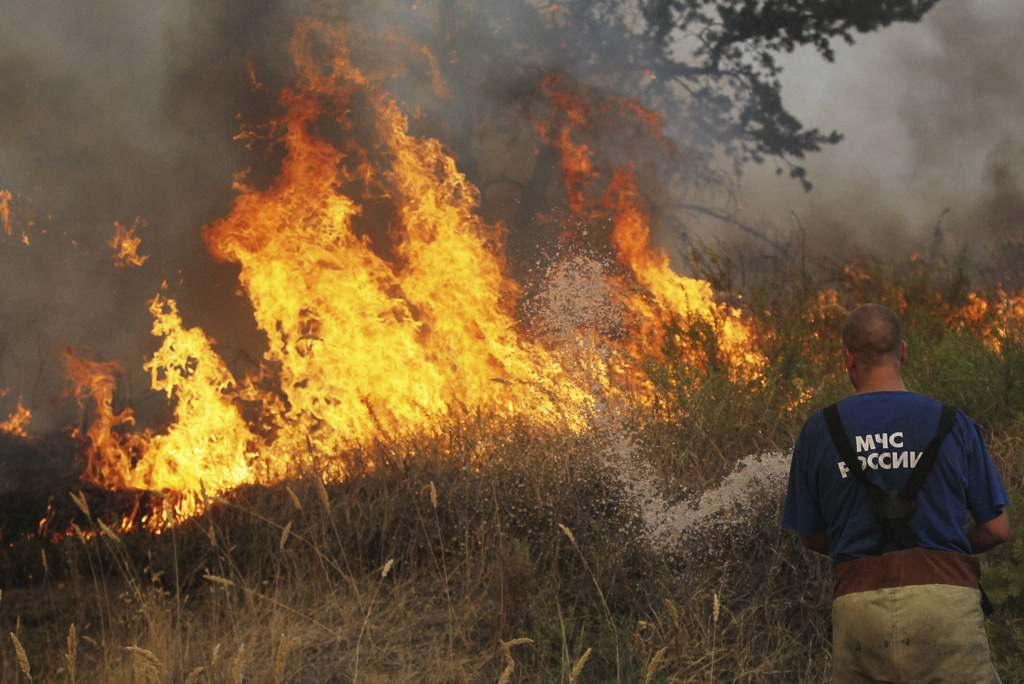
Тушение водой из пожарного рукава

### Использование специализированных самолётов и вертолётов

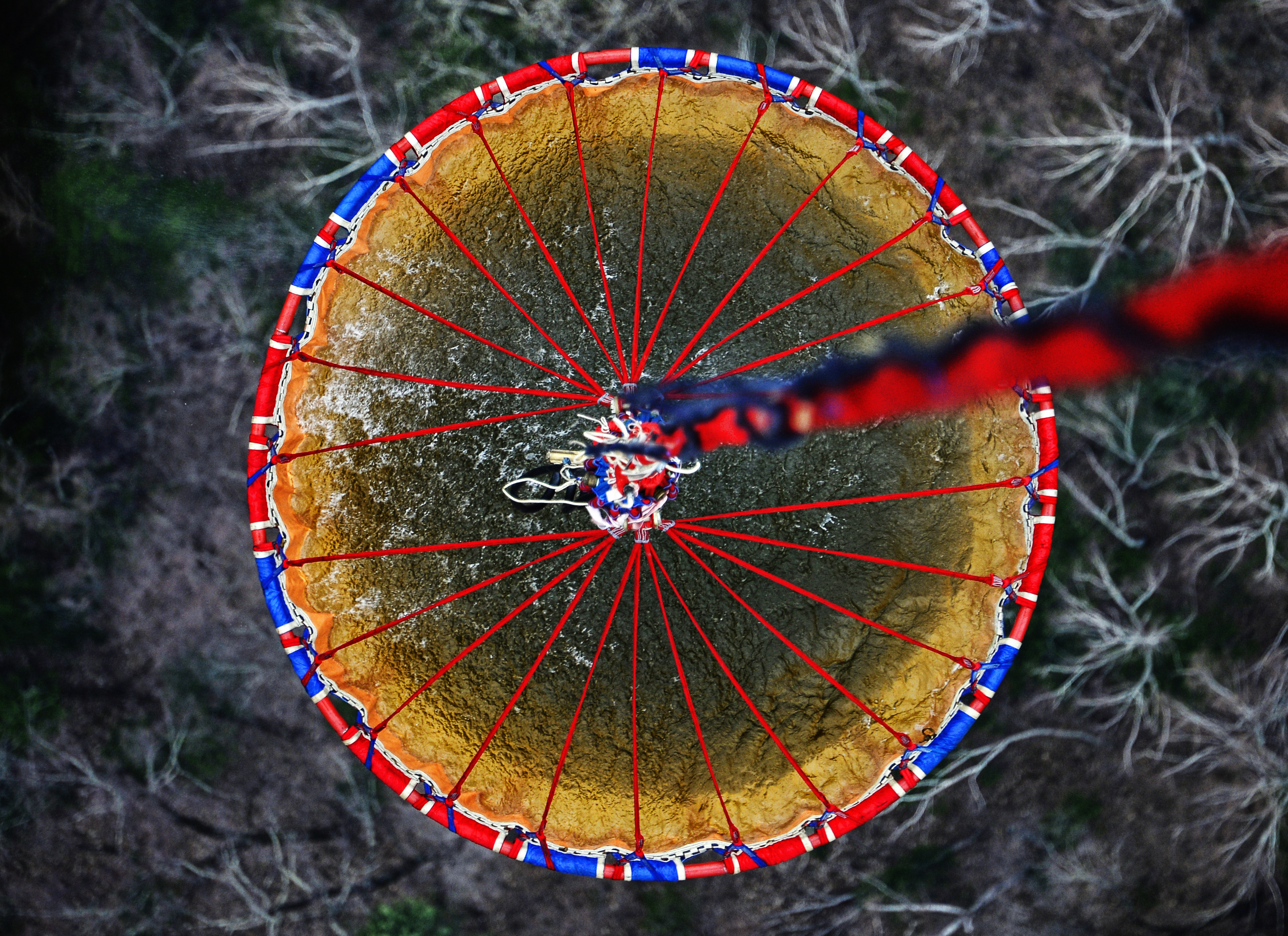
Транспортировка воды для тушения пожара вертолётом Ми-26 МЧС России. Приморский край.

Специальные воздушные суда и соответствующие авиационные лесные формирования для борьбы с лесными пожарами имеют США, Канада, Австралия, Франция. В России авиапожарная служба в составе лесного ведомства действует с начала 30-х годов XX века. Их задачи — оперативное обнаружение пожаров, определение границ возгораний, доставка к месту тушения пожарных команд и оборудования, содействие наземным командам путём координации их действий, а также сброса воды и других огнегасящих составов.
При использовании авиационных сливных средств пожаротушения в зону огня попадает незначительное количество сбрасываемого огнегасящего состава. Это объясняется экранированием зоны пожара восходящим конвективным потоком горячего воздуха, и, как следствие, не достигается необходимая точность группирования центров падения водяных масс по отношению к местоположению очага пожара. Кроме этого, полёты в сильно задымленном воздушном пространстве, изобилующем восходящими потоками от горящего леса представляют значительную сложность и опасность для экипажа. Поэтому применение летательных аппаратов при тушении леса весьма специфично.

Кроме того, для тушения пожаров используются БПЛА.
- Авиационное средство пожаротушения АСП-500

### Встречный огонь
Встречный пал (встречный огонь, отжиг) — способ тушения лесных пожаров, при котором пущенный навстречу огонь сжигает горючие материалы на пути основной стены огня. При этом способе тушения перед надвигающимся фронтом пожара выжигают лесную подстилку. Это увеличивает ширину препятствия, через которое мог бы произойти переброс огня или искр от основного пожара. Способ является наиболее эффективным при локализации и тушении верховых лесных пожаров, а также низовых лесных пожаров высокой и средней силы:16:184.

### Тушение ударной волной
Известен способ тушения лесных пожаров взрывом, основанный на применении шнурового заряда взрывчатого вещества, инициирующего средства и гибкого отражающего экрана. Отражающий экран и заряд взрывчатого вещества подвешиваются в пологе леса на пути распространения огня. Затем заряд взрывчатого вещества подрывают перед фронтом лесного пожара, прекращая тем самым его дальнейшее распространение. Данный способ имеет недостатки, которые снижают эффективность его использования, а именно: неполное использование энергии взрыва из-за того, что гибкий экран деформируется (а часто и рвется) под действием падающей ударной волны, в результате чего энергия частично рассеивается в пространстве и за экраном.

## Роль лесных пожаров в экологическом балансе
Общественно-политические организации «зелёной» направленности, а вслед за ними и СМИ, многие политики и даже правительственные органы в России привычно характеризуют пожары, жуков-древоточцев и болезни деревьев как отрицательное явление и разновидность бедствия. Среди ряда ученых-предметников превалирует иная точка зрения: пожары, насекомые-вредители и болезни — три кита, без которых не может жить северный лес. Объясняется это тем, что северные леса не являются экологически устойчивыми.
Устойчивая экосистема — свойственная лесам более южным — берет из окружающей среды примерно столько, сколько в нее возвращает. В ней климат и термиты с грибами разлагают мёртвую древесину на компоненты, возвращая таким образом в окружающую среду то, что было взято из неё деревьями за их жизненный цикл: углекислый газ вновь возвращается в воздух, а фосфор — в почву. В северных же лесах отсутствуют такие факторы равномерного и равновесного разложения — это означает, что без определенных внешних событий они попросту не могут существовать.
Вопреки распространённому через СМИ алармизму, сами по себе пожары не являются угрозой ни для самого леса, ни для его фауны. Даже пожары 1915 года, наиболее масштабные из зафиксированных, — не говоря уже о более слабых современных — никогда не проходили более 2-3 % от общей площади российских лесов. Таким образом, даже если каждый год в России лесных пожаров было бы столько же, сколько в далеком 1915 году, и если бы пожары всегда убивали все живое в затронутых лесах, они и тогда оставляли бы в живых 97-98 % всех животных. Учитывая нормальную скорость размножения в животном мире, понятно, что такие явления не могут угрожать численности подавляющего большинства таежных жителей — и это даже без учёта того факта, что пожары низовые в норме медленные, то есть не убивают крупных животных: они просто убегают от огня.
Следует также учитывать, что при пожарах в целом (включая верховые) выживает примерно половина леса — а кроме того, создаются условия для более успешного восстановления сгоревшего. Заместитель директора Института биологических проблем криолитозоны Сибирского отделения РАН, доктор биологических наук профессор Александр Сергеевич Исаев приводил в связи с этим следующий факт: «… без лесных пожаров в Якутии не было бы тайги, как ни странно это звучит. Почему? Потому что наши древесные породы, в первую очередь лиственница, не любят своих деток. Под пологом лиственничного леса не могут появиться новые поросли деревьев. … Тысячелетиями выработалось такое адаптивное свойство деревьев — быстро заселять нарушенные пожаром земли. Мы часто их называем пионерными растениями. Такими пионерами являются и сосна, и береза, и лиственница — три основные древесные породы приспособились к лесным пожарам. В Якутии очень высокая живучесть деревьев. Обнаруживаются такие деревья, на которых есть отметины до 15 лесных пожаров, но они выжили».
Согласно альтернативной точки зрения, даже единичный низовой пожар приводит к разрушениям, порой сильным, видовой структуры в нижних ярусах леса. При низовом устойчивом пожаре, когда выгорают опад, подстилка и верхний слой почвы, наступает катастрофическая ситуация для структур нижних ярусов наземной экосистемы. Это катастрофа невидима, поскольку основные индикаторы (обычно деревья, формирующие верхний ярус) экосистемы остаются на своих местах.
При этом, если в течение длительного периода (10 и более лет) конкретная лесная экосистема подвергается выжиганию с периодичностью раз в 3 года и чаще, то в ней полностью исчезают:
- подстилка как слой мёртвой органики, выполняющий функции средо- и почвообразования;
- виды поздних сукцессионных стадий;
- деревья, а со временем и большая часть других древесных видов[35].

В июле 2021 года в Scientific Reports вышла незамеченная российскими СМИ статья «Российские леса поглощают значительно больше углерода, чем сообщалось ранее», заявлявшая о росте на 39 % биомассы российского леса в 1988—2014 годах — хотя площадь их формально практически не изменилась (при этом, в статье практически не учитывались площади зарастающих сельхозземель). Научная работа смогла установить эти факты не только за счет спутниковых снимков, показывающих расширение лесов, но и за счет анализа роста биомассы на единицу площади русского леса. Такой анализ проводили на типичных лесных участках методом их наземного осмотра.

### Позиция правительственных органов
В России, согласно поручению президента Владимира Путина, правительство совместно с регионами должно обеспечить сокращение площади лесных пожаров в 2022—2030 годах не менее чем на 50 процентов относительно уровня 2021 года. Помимо этого, к 2030 году поэтапно должен быть достигнут уровень, при котором доля лесных пожаров, ликвидированных в первые сутки с момента обнаружения, будет составлять 100 процентов.
Однако многие правительства руководствуются мнением учёных — например, на сайте правительства Канады существует специальный раздел «Почему лесам нужны пожары, насекомые-вредители и болезни?»

## Влияние лесных пожаров на здоровье человека

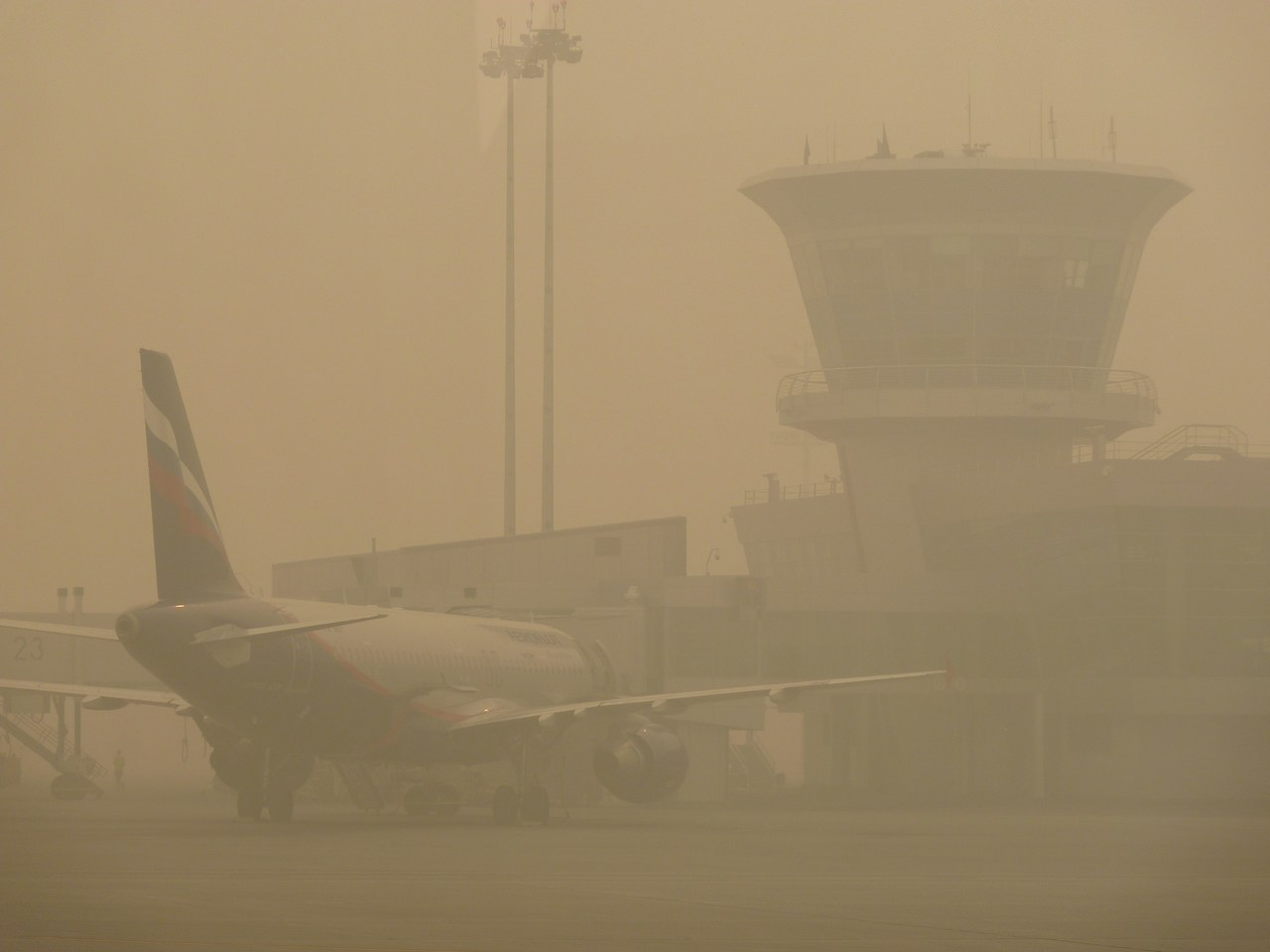
Задымленность аэропорта Шереметьево от лесных пожаров 7 августа 2010 г.

Поскольку пожары, особенно длительные, значительно изменяют состав воздушной среды, существует опасение об их вреде для здоровья людей, а именно: возможен вред для органов дыхания и для системы кровообращения.
Согласно двухлетним исследованиям в Чите лаборатории экологии НИИ медицины труда и экологии, в период лесных пожаров в Чите возросла обращаемость за скорой медицинской помощью в 3—4 раза и смертность — в 10—13 раз.
Американская ассоциация кардиологов в 2010 году опубликовала научное заявление о том, что существует связь между загрязнением воздуха мелкими частицами, в основном имеющими размер 2,5 микрона и меньше, и сердечно-сосудистыми заболеваниями. В заключении заявления утверждается, что:
- имеется слабая, но достоверная связь между краткосрочным загрязнением воздуха (имеются в виду микроскопические частицы, то есть дым) и преждевременной смертностью;
- есть серьёзные доказательства связи загрязнения воздуха и развития ишемической болезни сердца;
- есть небольшие, но постепенно подкрепляемые доказательства связи между загрязнением воздуха и параличом сердца, а также ишемическим инсультом;
- существуют скромные доказательства наличия связи между загрязнением воздуха и заболеваниями сосудов, сердечной аритмией и остановками сердца.

Основными источниками этих частиц, загрязняющих воздух, согласно заявлению ассоциации, являются выбросы от сжигания ископаемого топлива промышленностью, транспортом и электростанциями, сжигание биомассы, отопление и приготовление пищи на огне, а также лесные пожары.

## В законодательстве РФ
За преднамеренное либо непреднамеренное уничтожение или повреждение лесной растительности предусмотрена ответственность в Уголовном и Административном кодексах РФ.
В зависимости от тяжести последствий содеянного и стадии совершения преступления это:
Статья 8.32 КоАП РФ. Статья 261 УК РФ. Статья 358 УК РФ .
Практика правоприменения наказания по данным статьям крайне несовершенна. Контроль за землями лесного фонда со стороны государства в последние годы (с 2007 года) постоянно ослабляется. Площади пожаров вызываемых прямым и косвенным вмешательством человека в природную среду растут год от года, а реальный и гипотетический ущерб от них в России искусственно занижается в сотни и тысячи раз.
Тенденция ослабления контроля за лесами и землями лесного фонда поддерживается в том числе и переходом структур, ответственных за тушение пожаров, в режим «экономии средств»